# Bockwindmühle Lichtenberg
Die Lichtenberger Windmühle ist eine von zwei noch erhaltenen Bockwindmühlen auf dem Gebiet der heutigen Stadt Salzgitter. Die Mühle steht am nördlichen Ortsrand des Stadtteils Lichtenberg, unweit der Ausfahrt Nr. 20 (Salzgitter-Lichtenberg) der Autobahn 39.

## Geschichte
Erbaut wurde die Mühle im Jahr 1810 an ihrem heutigen Standort, Bauherr war der Kotsasse und Müller Christian Schaare. Zu dieser Zeit war im Königreich Westphalen, zu dem Lichtenberg gehörte, die Gewerbefreiheit eingeführt worden. In deren Folge benötigte man für die Führung einer Mühle keinen Fähigkeitsnachweis mehr und somit konnte jeder gegen Entrichtung einer Steuer ein solches Patent (Patent = Recht der Ausübung eines Gewerbes) erwerben. Die Mühle wird daher auch als Patentmühle bezeichnet, wie die im gleichen Jahr erbaute Bockwindmühle von Söhlde.
Nach einem Bericht aus dem Jahr 1817 verfügte die Mühle über einen Mahlgang, pro Tag konnten etwa 30 Himten (ca. 900 Liter) Weizen oder Roggen zu Mehl oder Schrot gemahlen werden.
1858 erwarb der Müllermeister Carl Bosse die Mühle und baute sich in der Nähe ein Wohnhaus. Dieses wurde 1975 wieder abgerissen, da es einer Straßenverlegung im Zuge der Planungen für die A39 weichen musste.
Die Mühle erhielt 1944 einen Elektromotor zum Antrieb des Mahlwerkes. In diesem Jahr wurde das Bauwerk erstmals unter Denkmalschutz gestellt. Ende der 1950er Jahre wurde der Betrieb der Mühle aufgegeben und wegen des fortschreitenden Verfalls wurde auch der Denkmalschutz wieder aufgehoben. Erst nachdem die damalige Salzgitter Wohnungs-AG sich bereit erklärt hatte, das Mühlengebäude zu restaurieren, wurde sie 1964 wieder unter Denkmalschutz gestellt. Im folgenden Jahr wurde die Mühle instand gesetzt, wobei sich die Arbeiten hauptsächlich auf den Außenbereich beschränkten. In den Jahren 1999/2000 wurden der Mühlenbock und das Flügelkreuz erneuert.

## Aktuelles
Heute (2013) gehört die Mühle dem Wohnungsunternehmen TAG Immobilien AG. Seit 2012 werden durch den betreuenden Heimatkreis Lichtenberg während des Deutschen Mühlentags und am Tag des offenen Denkmals Besichtigungen der Mühle angeboten.

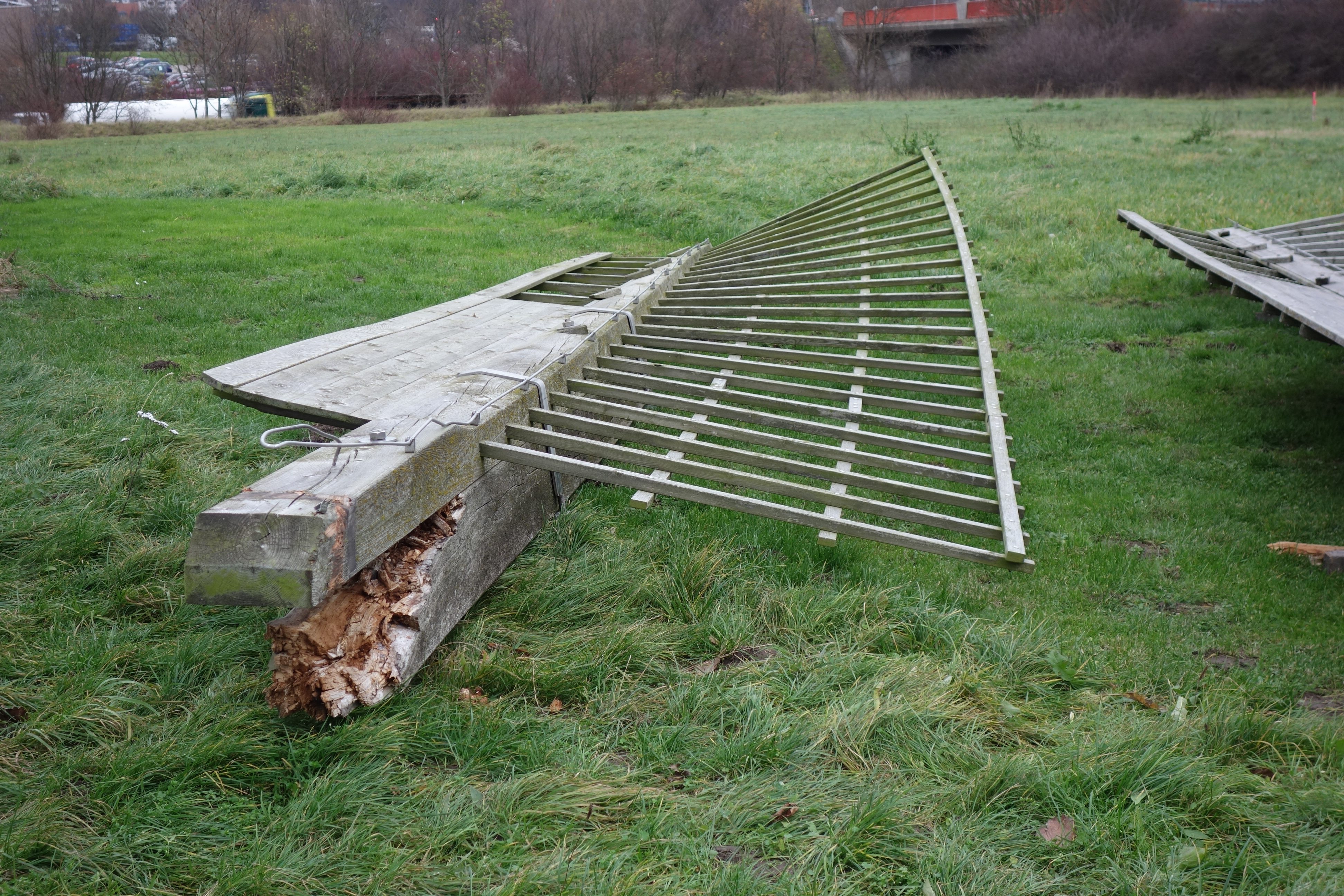
Durch Sturm im Herbst 2015 gebrochener Flügel

Im September 2015 brach bei einem Sturm einer der Flügel am Achskopf. Die Flügel und das Flügelkreuz wurden daraufhin durch einen Mühlenbauer abgebaut, auf Schäden untersucht und repariert. Dabei wurde das Flügelkreuz komplett erneuert, hier wurde Lärchenholz anstelle des bisher verwendeten Eichenholzes verbaut, da dieses wetterbeständiger ist. Im Mai 2016 wurden die Flügel wieder montiert.